# Dendrobazzania griffithiana
Dendrobazzania griffithiana är en bladmossart som först beskrevs av Franz Stephani, och fick sitt nu gällande namn av R.M.Schust. et W.B.Schofield. Dendrobazzania griffithiana ingår i släktet Dendrobazzania och familjen Lepidoziaceae. Inga underarter finns listade i Catalogue of Life.